# Línea 105 (Montevideo)
La línea 105 es una línea urbana de Montevideo que une la Ciudad Vieja de Montevideo con la Ciudad de la Costa, específicamente en el Parque Roosevelt. 

## Creación
Fue creada en los años veinte por la Cooperativa de Ómnibus Línea A, utilizando por aquel entonces la misma denominación que su operadora, su recorrido inicialmente era desde la Aduana hasta el Puente de Carrasco, sobre la Rambla Tomás Berreta, en 1937 con la conformación de la compañía Cutcsa recibió su actual denominación. 
Posteriormente su recorrido sería extendido hacia el Parque Roosevelt, y desde 1999 con  la apertura del centro comercial y del hipermercado Geant, sus recorridos fueron extendidos hacia las modernas instalaciones, del que fue considerado el primer hipermercado del país. A mediados del mes de enero de 2025, al inaugurarse la terminal Parque Roosvelt, frente al centro comercial homónimo, su recorrido fue levemente modificado. 

## Recorridos
En ambos sentidos recorre los barrios  Centro, Cordón, La Blanqueada, Unión, Malvín Norte, La Cruz de Carrasco, Carrasco Norte y Carrasco de Montevideo, y el barrio  Barra de Carrasco en Ciudad de la Costa.

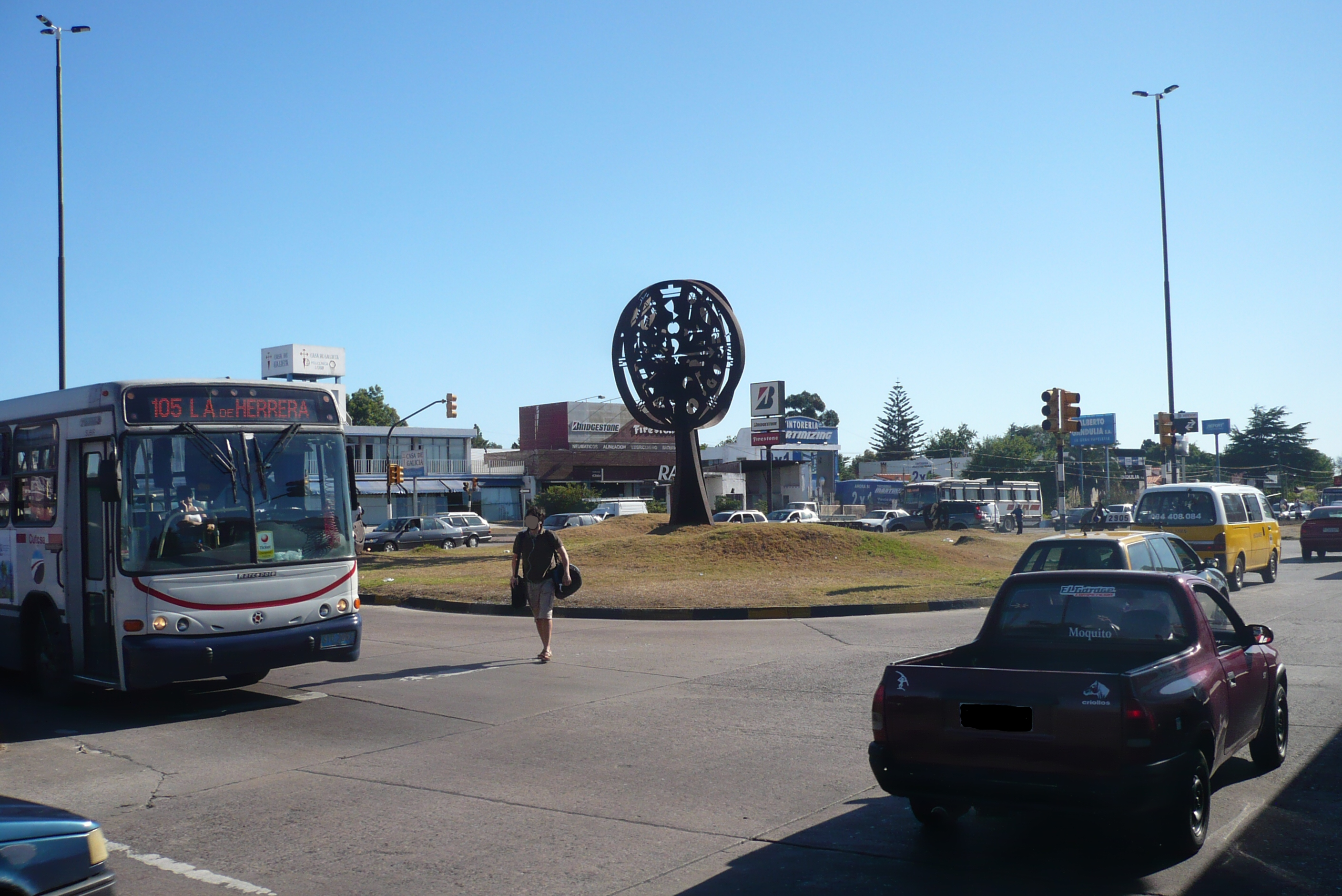
Línea 105 en la intersección de Avenida Bolivia y Avenida Italia.

| - Plaza Independencia - Avenida 18 de Julio - Avenida 8 de Octubre - Pan de Azúcar - Camino Carrasco - Avenida Bolivia - Avenida Juan Bautista Alberdi - Avenida Alfredo Arocena - Gabriel Otero - Mantua - General Nariño - Avenida General Rivera - Rafael Barradas - Rambla Tomás Berreta - Avenida del Parque - Avenida Giannatasio - Avenida a la Playa - (Terminal Parque Roosevelt) | - (Terminal Parque Roosevelt) - Avenida a la Playa - Avenida Giannatasio - Avenida al Parque - Rambla Tomás Berreta - Rafael Barradas - Avenida General Rivera - Pedro Figari - Mantua - Doctor Gabriel Otero - Avenida Alfredo Arocena - Avenida Juan Bautista Alberdi - Avenida Bolivia - (Terminal Portones) - Avenida Bolivia - Camino Carrasco - Juan Julio Raissignier - Avenida 8 de Octubre - Avenida 18 de Julio - Plaza Independencia |

En los servicios nocturnos el recorrido tiene una leve modificación, dejando de detenerse en la terminal Ciudadela, para finalizar con el mismo en la terminal Aduana, ubicada a pocas cuadras, desde donde parten todos servicios durante la noche circulando por las calles Lindolfo Cuestas, Buenos Aires y Plaza Independencia para continuar con su recorrido habitual. 

## Frecuencias
| Línea 105                                | Días hábiles | Sábados | Domingos |
| ---------------------------------------- | ------------ | ------- | -------- |
| Primera salida desde Plaza Independencia | 5:01         | 4:28    | 4:33     |
| Última salida desde Plaza Independencia  | 3:34         | 3:34    | 3:34     |
| Primera salida desde Géant               | 5:13         | 4:59    | 5:00     |
| Última salida desde Géant                | 3:12         | 3:12    | 3:12     |

Existen otros puntos de salidas, en la ida: Aduana, Ejido, Bulevar Artigas y Luis Alberto de Herrera; y en el regreso: Puente Carrasco.